# Бур-Син II
Бур-Син II — царь Исина приблизительно в 1896—1874 годах до н. э.

## Биография

### Правление
Сын Ур-Нинурты.
Титулатура Бур-Сина, используемая им в штамповочных надписях на его кирпичах — «пастух, кормящий Ниппур», «могучий пахарь Ура», «восстановитель Эриду», «жрец-правитель Урука» — говорит о том, что он продолжал числить за собой данные города. Однако, вряд ли власть Бур-Сина распространялась так далеко на юг, чтобы он мог претендовать на города Урук, Ур и Эреду. Кирпичи с его надписями были найдены только в развалинах Исина и Ниппура, и, видимо, этими городами и ограничивалось его царство, фактическое значение которого поддерживалось теперь только былым престижем, а равно тем, что на его территории находился священный центр Двуречья — Ниппур. Правда, следует отметить, что в Уруке в это время правила своя собственная династия и, можно допустить, что один из царей Урука мог, хотя бы формально, признать главенство исинского царя. В Уре же была найдена одна табличка, помеченная первым годом правления Бур-Син (1896/1895 год до н. э.), который, как полагают, совпадал с концом правления царя Ларсы Абисарихи. Данный факт может доказывать, что Бур-Син мог захватить Ур на короткое время. Эреду, как город находящийся в номе Ур, также мог признать власть Бур-Сина II. Однако на основании одиночной таблички трудно делать такие предположения, тем более, что таблички Абисарихи, найденные в Уре во множестве, безусловно доказывают, что царь Ларсы осуществлял свою власть в этом городе.
В городе Кисурра найдена датировочная формула «Год, после года, как Бур-Син стал царём», доказывающая, что исинский царь во 2-м году своего правления (1895/1894 год до н. э.) осуществлял контроль над этим городом. Даже если и предположить, что в начале своего правления Бур-Син II правил над значительной территорией, включавшей города Исин, Ниппур, Урук, Кисурру, Ур и Эреду, то этот его успех был временным и вскоре был сведён на нет действиями пастушеских племен в северных номах. В 1895 году до н. э. вождь аморейского племени яхрурум Суму-абум захватил Вавилон и основал там своё царство. Окрепли аморейские царства в Казаллу и Кише.
Следующий царь Ларсы Суму-Эль, преемник Абисарихи предпринял широкомасштабное наступление на север. Его датировочные формулы перечисляют: «разрушение Акусума и разгром армии Казаллу» (1892/1891 год до н. э.), «разгром армии Урука» (1891/1890 год до н. э.), «захват города Сабума и маленьких деревень на берегу Евфрата» (1886/1885 год до н. э.), «разгром армии Киша» (1885/1884 год до н. э.), «победу над армией Казаллу и их царём» (1881/1880 год до н. э.), «захват города или селения Нанна-иша» (1880/1879 год до н. э.). Видно, что Суму-Эль вёл боевые действия далеко к северу от Исина, оставив царство Бур-Сина II в тылу. Известны только девять названий годов Бур-Син II (из, как минимум, 21), однако последовательность их остаётся неопределённой (за исключением первого года). Большинство из них рассказывает о сооружении оборонительных сооружений и подношениям храмам, и только одна прорытию канала. Нет никаких намёков об одержанных победах. Недостаток археологических данных не позволяют провести точную историческую реконструкцию событий того времени. Не вполне понятно как складывались взаимоотношения между царствами Исин и Ларса в правление Бур-Син II, во всяком случае, нет никаких упоминаний о боевых действиях между ними, как с одной так, и с другой стороны. Видимо был достигнут некий компромисс, устраивавший обе стороны.
Вероятно, попыткой укрепить своё положение среди местного населения было предпринято (вероятно Бур-Сином) сокращение трудовой повинности для царских людей до 48 дней в году на семью, и налога ни-тара для остального населения с 1/5 до 1/10 валового дохода.
Бур-Син прославлен в хвалебном гимне, дарующем ему власть от лица Энлиля. Из других артефактов относящихся к правлению Бур-Сина II известны: красно-коричневая статуэтка из агата посвящённая богине Инанне, небольшая пластина также из агата посвящённая жрице (lukur) и «спутнице по жизни» царя, то есть наложнице Nanāia Ibsa. Некто по имени Энлиль-эннам посвятил фигурку собаки богине Нин-Исине, «за жизнь (то есть во здравие) царя». До наших дней сохранилось около пяти печатей и оттисков печати чиновников и писцов Бур-Син II, три из которых были найдены в Уре.
Согласно Царскому списку Бур-Син правил 21 год. Список царей Ура и Исина отводит ему 22 года.

### Список датировочных формул Бур-Сина II
|                            | |
| 1 год 1896 / 1895 до н. э. | Год, когда Бур-Син [стал] царём UET 5 447 mu bur-den.zu lugal |
| 1+1                        | Второй год, как Бур-Син стал царём (в Кисурре) BM 29124 mu dbur-den.zu lugal mu 2-kam |
| a                          | Год, когда [Бур-Син] построил городскую стену Имгур-Нин-Исин («Возлюбленный Нин-Исины») / Дур-Имгур-Нин-Исин («Крепость возлюбленная Нин-Исиной») PBS 8.1 1 mu bad3 im-gur-dnin-in-si-na mu-du3 |
| b                          | Год, когда [Бур-Син] построил большие укрепления PBS 8.1 6 mu bad3 gal-gal mu-un-du3-a |
| c                          | Год, когда царь [Бур-Син], послушный Энлилю, сделал для Энлиля эмблемы из золота и серебра PBS 8.1 2 mu lugal sze-ga den-lil2-la2 giszszu-nir ku3-sig17 ku3-babbar den-lil2-ra mu-na-an-dim2 |
| d                          | Год, когда [Бур-Син] сделал для Нин-Исины королевской Plateform меди (представляющих) разлившийся поток и великолепный алтарь для возлияний Year (Bur-Sin) made for Nin-Isin a royal copper plateform (representing) an overflowing stream and a magnificent altar for libations PBS 8.1 3 mu uruduki-lugal-gub id2-he2-gal2 urududu8-mah ni3-de2-a dnin-in-si-na-ra mu-na-an-dim2                              |
| e                          | Год, когда [Бур-Син] сделал для Нинурты, своего помощника, 3 возглавлял mitytyum оружия в золото, его szita оружия в ляпис-лазури и большой enblem Year (Bur-Sin) made for Ninurta his helper a 3 headed mitytyum-weapon in gold, his szita-weapon in lapis-lazuli and a great enblem BAW, Isin p. 96 mu dnin-urta gizkim-a-ni mi-tyum sag-3 ku3-sig17 szita2-bi na4za-gin3 szu-nir gal dnin-urta-ra mu-na-dim2 |
| f                          | Год, когда царь Бур-Син построил две большие стены на берегах Евфрата Ибби-Энлиль («Названный Энлилем») и Имгур-Даму («Возлюбленный Даму») Stone, Nippur Neighborhoods, 1-43, n. 16 =? PBS 8.1 6 mu dbur-den.zu lugal-e i-bi2-den-lil2 u3 im-gur-dda-mu bad3 gal-gal min-a-bi / 2-a-bi gu2 id2-buranun-na-ka mu-du3                                                                                             |
| g                          | Год, когда канал названный Шимат-Бур-Син («Судьба Бур-Сина») был вырыт OrNS 45 412 mu id2-szi-ma-at-bur-den.zu ba-ba-al |

| I династия Исина           |                                                         |                        |
| Предшественник: Ур-Нинурта | царь Исина ок. 1896 — 1874 до н. э. (правил 21—22 года) | Преемник: Липит-Эллиль |